# Ascidia glabra
Ascidia glabra är en sjöpungsart som beskrevs av Hartmeyer 1922. Ascidia glabra ingår i släktet Ascidia och familjen Ascidiidae. Inga underarter finns listade i Catalogue of Life.